# Клинцы (Думиничский район)
Клинцы — деревня в Думиничском районе Калужской области России. Входит в состав сельского поселения «Село Хотьково».

## История

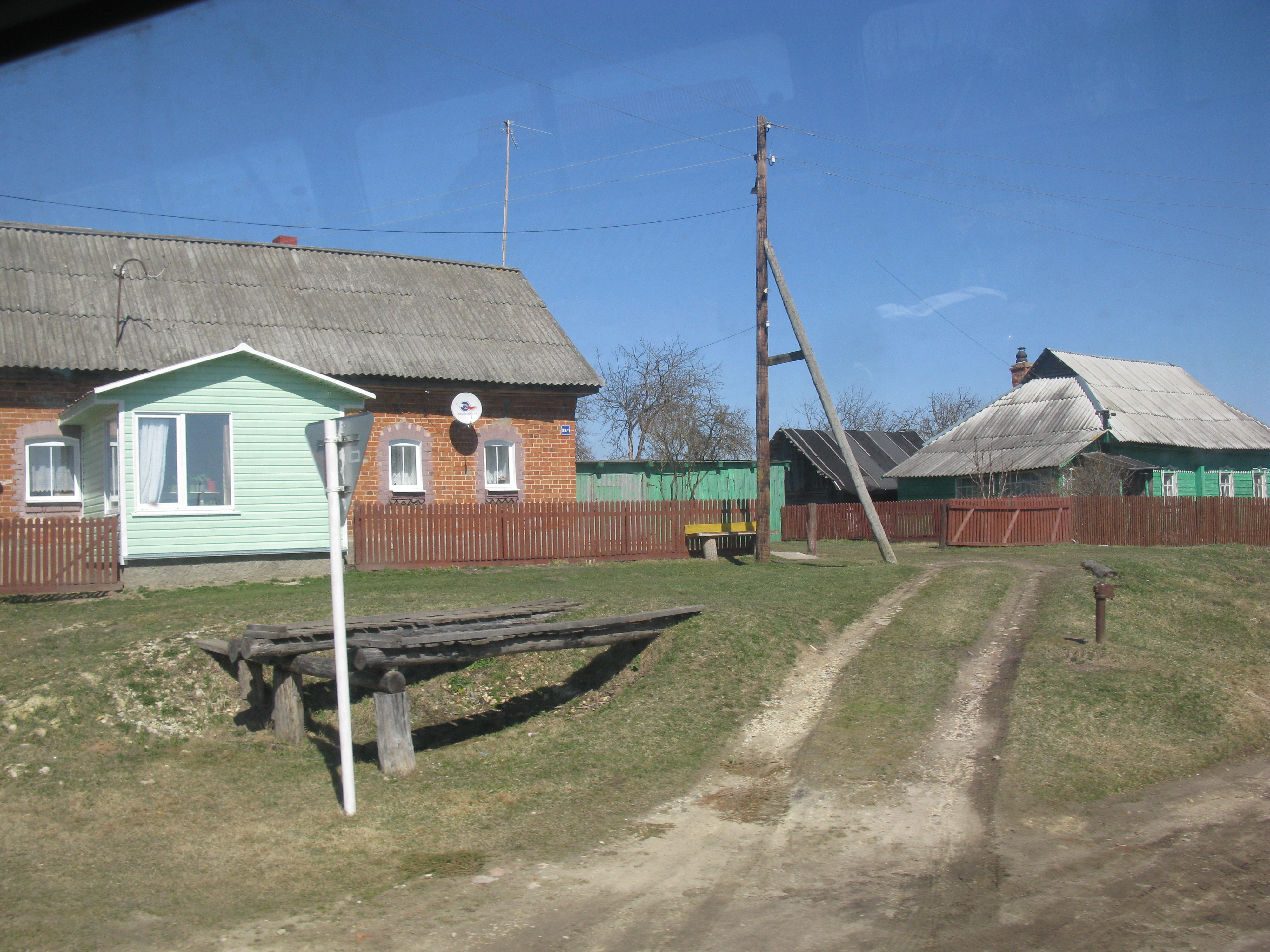
Деревня Клинцы

Впервые упоминается под именем Клинская в 1610 году, в жалованной грамоте польского короля Сигизмунда Зиновию Григорьевичу Яковлеву: «Зеновью Яковлеву на отчизны его, а в них: в Козельском уезде… деревня Клинская…». Входила в приход Успенской церкви села Чернышено (Козельский, с 1776 Жиздринский уезд).
В 1645 году после смерти бездетного Зиновия Яковлева владельцем поместья стали сначала Иван Яковлев (вероятно — брат Зиновия), а потом его родственник Гаврила Денисович Яковлев. В 1692 году собственником деревни числится Григорий Гаврилович Яковлев (в 1710 постригся в монахи).
Во второй половине XVIII века деревню Клинская, а к ней 1556 десятин земли в бесспорном владении и еще 703 десятины — в спорах с графом Брюсом делили между собой Александр Дмитриевич Чичерин и Елизавета Никитична Шепелева, племянница генерала и обер-гофмаршала Д. А. Шепелева, внучка козельского помещика Андрея Петровича Шепелева. Помещичий особняк и какие-либо усадебные постройки на территории деревни отсутствовали, а сама деревня состояла тогда из 19 дворов, где проживало 140 жителей.
С конца XVIII века по 1917 год Клинцы — владение дворян Никитиных. Они открыли в деревне конезавод (в начале XX века был одним из крупнейших в Калужской губернии), разводили племенных лошадей (орловских рысаков). После установления в селе советской власти конезавод национализировали, на его основе в 1923 был организован племенной совхоз «Клинцы», просуществовавший несколько лет.
С 1920-х годах существовал Клинцовский сельсовет (ликвидирован к 1937 — присоединен к Хотьковскому). В состав сельсовета входили также Будские выселки (22 двора). В 1930 году в Клинцах образован колхоз «Рабочий Путь». В 1940 в деревне насчитывалось 87 дворов.
Во время войны Клинцы были оккупированы фашистами с 6 октября 1941 по начало января 1942, с 13 февраля по 2 апреля 1942, и с середины апреля 1942 по 17 июля 1943 года. 6 апреля 1942 года у деревни Клинцы во время осмотра позиций для размещения артиллерии был смертельно ранен командир 324 стрелковой дивизии Герой Советского Союза Иван Яковлевич Кравченко. Весной 1943-го население деревни угнали в немецкие лагеря для перемещенных лиц.
В 1946 году колхоз «Рабочий Путь» переименован в им. Жданова. В 1958 году в нем насчитывалось 112 трудоспособных колхозников. Осенью того же года он объединился с речицким колхозом, а через год его снова отсоединили и присоединили к хотьковскому колхозу «Ленинское Знамя». Клинцовская бригада и молочно-товарная ферма были ликвидированы в конце 1990-х.
В настоящее время Клинцы — деревня в составе сельского поселения «Село Хотьково».
Перспективы — есть. Хорошая местность, отличная экология, природный газ (проведен в 2009 г.).

## Население
| 2002 | 2010 |
| ---- | ---- |
| 26   | ↘23  |